# ناتاوت سومباتيوتا
ناتاوت سومباتيوتا (1 مايو 1996 بمحافظة كالاسين في تايلاند - ) هو لاعب كرة قدم تايلندي في مركز الهجوم. شارك مع منتخب تايلاند تحت 17 سنة لكرة القدم ومنتخب تايلاند تحت 20 سنة لكرة القدم ومنتخب تايلاند تحت 23 سنة لكرة القدم. أما مع النوادي، فقد لعب مع نادي بوريرام يونايتد ونادي البحرية التايلندية ‏ ونادي راتشابوري ميتر فول وSurin City F.C. ‏.

## وصلات خارجية
- ناتاوت سومباتيوتا على موقع قاعدة بيانات كرة القدم.إي يو (الإنجليزية)
- ناتاوت سومباتيوتا على موقع Soccerway.com (الإنجليزية)